# Świadczenia nienależnie pobrane
Świadczenia nienależnie pobrane – wszelkie świadczenia z pomocy społecznej, które klient tej instytucji otrzymał na podstawie przedstawienia nieprawdziwych informacji lub niepoinformowania o zmianie swojej sytuacji materialnej, osobistej i majątkowej.
Świadczenia nienależnie pobrane, jak na przykład zasiłek stały, zasiłek celowy czy zasiłek okresowy, podlegają zwrotowi niezależnie od dochodu rodziny.